# Obóz pracy przymusowej w Wolanowie
Obóz pracy przymusowej w Wolanowie (niem. Zwangsarbeitslager für Juden Wolanów) – obóz pracy przymusowej w Wolanowie na terenie Generalnego Gubernatorstwa.
Istniał od 1940 do przełomu lipca i sierpnia 1943. Był przeznaczony dla kobiet i mężczyzn narodowości żydowskiej. Po jego likwidacji mężczyzn przeniesiono do obozów pracy przymusowej w Radomiu, Bliżynie i Starachowicach.